# 住田功一
住田 功一（すみだ こういち 1960年1月14日 - ）は、大阪芸術大学放送学科教授、元NHKアナウンサー。

## 人物・略歴
兵庫県立神戸高等学校から神戸大学経営学部を経て、1983年にアナウンサーとしてNHKに入局する。熊本を初任地として以後、鳥取、東京NHK放送センター、大阪で勤務した。
1995年1月17日に神戸市灘区の実家へ帰省中、阪神・淡路大震災に遭遇する。1995年4月から5年間『生活ほっとモーニング』の司会を務めたのちに、『おはよう日本』の5時と6時台のキャスターを担当した。
2003年から大阪放送局で『かんさいニュース1番』のメインキャスターや『関西発ラジオ深夜便』でアンカーなどを務めながら、阪神・淡路大震災関連番組の取材や制作に従事する。2011年からNHKを代表してAMラジオ災害問題協議会に参加し、2016年4月の熊本地震発災直後に熊本放送局へ派遣され、アナウンサーとして災害情報を中心にローカルニュースを担当した。2004年から日本災害情報学会、2019年から日本災害復興学会のそれぞれで活動する。
NHK大阪放送局勤務時の2011年にエグゼクティブアナウンサーとなり、2020年の誕生日で定年を迎えて1月31日付でNHKを退職する。退職後は『関西発ラジオ深夜便』のアンカーを続けながら、2020年4月1日から大阪芸術大学の放送学科でアナウンスコースの教授を務めている。2021年1月17日に、独立局のサンテレビジョンが制作して17時から19時まで生放送の阪神・淡路大震災関連報道特別番組『バトン1・17～パンデミックのあなたへ』に出演し、実家で震災に遭遇した直後の模様をスタジオで証言したほか、VTRナレーションを担当した。

## 過去の担当番組
熊本放送局時代
- 熊本のニュース・気象情報
- FMリクエストアワー - 熊本放送局時代に担当

鳥取放送局時代
- 鳥取のニュース・気象情報

東京アナウンス室時代
- 生活ほっとモーニング 1995年度 - 1999年度
- NHKニュースおはよう日本
  - リポーター 1994年度
  - 平日5・6時台 2000年度 - 2002年度

大阪放送局時代
- 芋たこなんきん（NHK連続テレビ小説） - ナレーション 2006年10月 - 2007年3月
- かんさいニュース1番 2003年度 - 2007年度
- かんさい熱視線
- NHKスペシャル「中継 京都祇園祭千年の謎」 - 語り 2014年7月
- 関西ラジオワイド（2011年度 - 2019年度）
- 関西のニュース
- 関西発ラジオ深夜便（2012年度 - 2022年度・第1･3金曜日）2025年度の奇数月の第3金曜日を担当予定

退職後
- おむすび（NHK連続テレビ小説）第21回[2]・第72回・第73回[3] - アナウンサー（声）

## 著書
- 『語り継ぎたい。命の尊さ -  阪神大震災ノート』（1999年2月1日初版刊行、一橋出版、ISBN 978-4834842005）
  - 2009年3月に増補版が刊行されたが、第6版の刊行直後に一橋出版が倒産したため、学びリンク（版権を引き継いだ出版社）から2011年4月14日に新版が発売されている（ISBN 978-4902776577）。